# Sandy Berger
Samuel Richard (Sandy) Berger (Millerton (New York), 28 oktober 1945 – Washington D.C., 2 december 2015) was een Amerikaans adviseur van de Democratische Partij. Hij was de Nationaal Veiligheidsadviseur onder president Bill Clinton van 1997 tot 2001. Daarvoor was hij de onder-Nationaal Veiligheidsadviseur van president Clinton van 1993 tot 1997.

## Biografie
Samuel Richard Berger werd geboren op 28 oktober 1945 in Millerton in de staat New York in een joods gezin. Berger studeerde aan de Cornell-universiteit waar hij in 1967 afstudeerde met een Bachelor of Arts diploma waarna hij in 1971 afstudeerde aan Harvard als een Juris Doctor.

### Politiek

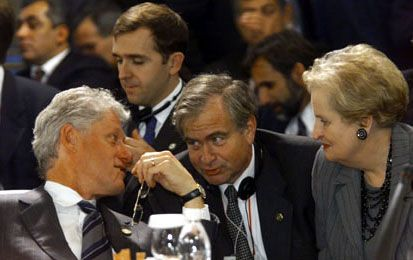
Berger en toenmalig president Bill Clinton en toenmalig minister van Buitenlandse Zaken Madeleine Albright in 1999.

Berger begon zijn werk als adviseur (political consultant) voor de Democratische Partij in 1972 bij de verkiezingscampagne van George McGovern voor de Amerikaanse presidentsverkiezingen van 1972. Daarna was hij van 1972 tot 1977 een adviseur van de burgemeester van New York John Lindsay en senator Harold Hughes van Iowa. Van 1977 tot 1980 werkte hij als topambtenaar op het ministerie van Buitenlandse Zaken tijdens het presidentschap van Jimmy Carter. Van 1980 tot 1992 werkte hij als advocaat en lobbyist voor het advocatenkantoor Hogan & Hartson. In 1992 werd Berger een topadviseur voor de verkiezingscampagne van Bill Clinton voor de Amerikaanse presidentsverkiezingen van 1992. Van 1993 tot 2001 was hij daaraanvolgend onder-Nationaal Veiligheidsadviseur en Nationaal Veiligheidsadviseur tijdens het presidentschap van Bill Clinton.
- Bibsys: 6026510
- Gemeinsame Normdatei: 1191856380
- International Standard Name Identifier: 0000 0000 3376 0285
- Library of Congress Control Number: n97092621
- National Archives and Records Administration: 10573818
- Nationale Bibliotheek van Israël: 987007461417905171
- Nederlandse Thesaurus van Auteursnamen: 13018716X
- Système universitaire de documentation: 080291643
- Virtual International Authority File: 53439700
- WorldCat: E39PBJj8TkQbXKfdyD6xrK3mh3